# G 9 (parowóz)
G 9 – pruska lokomotywa parowa zaprojektowana w 1893 roku do prowadzenia pociągów towarowych na krótkich trasach. Wyprodukowano dla kolei pruskich 27 parowozów.